# Okinawa Monorail
Okinawa Monorail (japanska: 沖縄都市モノレール?, Okinawa toshi monorēru), eller Yui Rail (japanska: ゆいレール?, Yui rēru), är en monorail i staden Naha på ön Okinawa i Japan. Den invigdes den 10 augusti 2003 och är den första tåglinjen på Okinawa sedan andra världskriget.
Det finns endast en 12,8 kilometer lång linje med 15 stationer som sträcker sig från Naha flygplats (Naha-kūkō) till centrum av staden och bort mot slutstationen vid slottet Shuri-jo. Linjen har även de västligaste och sydligaste järnvägsstationerna i Japan, Naha-kūkō respektive Akamine. 
Tågen består av två vagnar med 65 säten och en total kapacitet av 165 personer per vagn.

## Stationer
| Station            | Japanska   | Avstånd  |
| ------------------ | ---------- | -------- |
| Naha-kūkō          | 那覇空港   | 0 km     |
| Akamine            | 赤嶺       | 1,95 km  |
| Oroku              | 小禄       | 2,71 km  |
| Ōnoyama-kōen       | 奥武山公園 | 3,68 km  |
| Tsubogawa          | 壺川       | 4,52 km  |
| Asahibashi         | 旭橋       | 5,33 km  |
| Kenchō-mae         | 県庁前     | 5,91 km  |
| Miebashi           | 美栄橋     | 6,63 km  |
| Makishi            | 牧志       | 7,61 km  |
| Asato              | 安里       | 8,2 km   |
| Omoromachi         | おもろまち | 8,95 km  |
| Furujima           | 古島       | 9,96 km  |
| Shiritsu-byōin-mae | 市立病院前 | 10,88 km |
| Gibo               | 儀保       | 11,84 km |
| Shuri              | 首里       | 12,84 km |